# Светски рекорди у атлетици на отвореном за јуниоре
Светске атлетске рекорде за јуниоре (U-20 = Узраст млађих од 20 година) бележи и верификује Међународна асоцијација атлетских федерација (некада: ИААФ, данас: Светска Атлетика). Светски јуниорски рекорди су најбољи резултати икада за атлетичаре и атлетичарке млађе од 20 година. Рекорд је верификован ако се резултати постигну у календарској години када такмичари пуне 19 година. Старост се рачуна "31. децембра године у којој се такмичи" како би се избегло пребацивање старосне групе током сезоне такмичења. Рекорди ове старосне категорије обично су називани светским јуниорским рекордима, за разлику од светских рекорда за млађе јуниоре који се односе на такмичарски узраст до 18 година старости.
Светски рекорди за јуниоре се воде од 1. јануара 2012. године.

## Рекорди на отвореном
Напомене:
- Рекорд који није ратификован од Светске Атлетике
- Рекорд на чију се ратификацију чека
- Незванични светски рекорд
- h = ручно мерење (штоперицом)
- + = резултат истрчан као пролазно време у дужој трци
- н = резултат који није званично потврђен
- X = рекорд није ратификован због пропуста у допинг контроли

### Мушкарци
| Дисциплина                   | Рекорд | Атлетичар                                                           | Држава                 | Датум               | Такмичење                                | Место                            | Старост атлетичара  | Извор  | Видео |
| ---------------------------- | --- | ------------------------------------------------------------------- | ---------------------- | ------------------- | ---------------------------------------- | -------------------------------- | ------------------- | ------ | ----- |
| 100 м                        | 9,91 (ветар +0,8 м/с) | Летсиле Тебого                                                      | Боцвана                | 2. август 2022.     | Светско првенство за јуниоре             | Кали, Колумбија                  | 19 година, 56 дана  | [ 2 ]  |       |
| 100 м                        | 9,89 (ветар +0,8 м/с) | Исамаде Асинга                                                      | Суринам                | 28. јул 2023.       | Првенство Јужне Америке                  | Сао Пауло, Бразил                | 18 година, 211 дана | [ 3 ]  |       |
| 200 м                        | 19,69 (ветар -0.3 м/с) | Ерион Најтон                                                        | САД                    | 26. јун 2022.       | Првенство САД                            | Јуџин, САД                       | 18 година, 148 дана | [ 4 ]  |       |
| 200 м                        | 19,49 (ветар +1.4 м/с) | Ерион Најтон                                                        | САД                    | 30. април 2022.     | Митинг "LSU Invitational"                | Батон Руж, САД                   | 18 година, 91 дан   | [ 5 ]  |       |
| 300 м                        | 31,61 | Кларенс Муњаи                                                       | Јужна Африка           | 28. јун 2017.       | Митинг "Голден Спајк"                    | Острава, Чешка                   | 19 година, 129 дана | [ 6 ]  |       |
| 400 м                        | 43,87 | Стив Луис                                                           | Сједињене Државе       | 28. септембар 1988. | ЛОИ 1988.                                | Сеул, Јужна Кореја               | 19 година, 135 дана | [ 7 ]  |       |
| 600 м                        | 1:14,79 | Мохамед Али Гуанид                                                  | Алжир                  | 26. март 2021.      | Зимско првенство Алжира                  | Алжир, Алжир                     | 18 година, 264 дана | [ 8 ]  |       |
| 800 м                        | 1:41,73 | Најџел Ејмос                                                        | Боцвана                | 9. август 2002.     | ЛОИ 2002.                                | Лондон, Уједињено Краљевство     | 18 година, 147 дана | [ 9 ]  |       |
| 1.000 м                      | 2:14,37 | Нилс Ларос                                                          | Холандија              | 7. јул 2024.        | Митинг "Фани Бланкерс-Коен"              | Хенгело, Холандија               | 19 година, 81 дан   | [ 10 ] |       |
| 1.000 м                      | 2:13,93 | Абубакер Каки                                                       | Судан                  | 22. јул 2008.       | Атлетски митинг "ДН Галан 2008."         | Стокхолм, Шведска                | 19 година, 31 дан   | [ 11 ] |       |
| 1.500 м                      | 3:28,81 | Роналд Квемои                                                       | Кенија                 | 10. јул 2014.       | Атлетски митинг у Монаку                 | Монако                           | 18 година, 302 дана | [ 12 ] |       |
| Миља                         | 3:48,06 | Рејнолд Черијот                                                     | Кенија                 | 16. септембар 2023. | Прифонтејн класик                        | Јуџин, САД                       | 19 година, 48 дана  | [ 13 ] |       |
| 2.000 м                      | 4:56,25 | Тесфаје Черу                                                        | Етиопија               | 5. јул 2011.        | Митинг "Pro Athlé Tour"                  | Ремс, Француска                  | 18 година, 125 дана | [ 14 ] |       |
| 3.000 м                      | 7:28,19 | Јомиф Кеџелча                                                       | Етиопија               | 27. август 2016.    | Митинг Арева                             | Сен Дени, Француска              | 19 година, 26 дана  | [ 15 ] |       |
| две миље                     | 8:08,69 | Селемон Барега                                                      | Етиопија               | 30. јун 2019.       | Прифонтејн класик                        | Пало Алто, САД                   | 19 година, 161 дан  | [ 16 ] |       |
| 5.000 м                      | 12:43,02 | Селемон Барега                                                      | Етиопија               | 31. август 2018.    | Меморијал Ван Даме                       | Брисел, Белгија                  | 18 година, 223 дана | [ 17 ] |       |
| 5 км на друму                | 13:00 | Семи Кипкетер                                                       | Кенија                 | 26. март 2000.      | Карлсбад 5000                            | Карлсбад, САД                    | 18 година, 179 дана | [ 18 ] |       |
| 10.000 м                     | 26:41,75 | Самуел Вањиру                                                       | Кенија                 | 26. август 2005.    | Меморијал Ван Даме                       | Брисел, Белгија                  | 18 година, 289 дана | [ 19 ] |       |
| 10.000 м                     | 26:37,93 | Биниам Мехару                                                       | Етиопија               | 14. јун 2024.       | Етиопске олимпијске квалификације        | Нерха, Шпанија                   | 17 година, 177 дана | [ 20 ] |       |
| 10 км на друму               | 26:46 | Ронекс Кипруто                                                      | Кенија                 | 8. септембар 2018.  | Велика награда Прага                     | Праг, Чешка                      | 18 година, 331 дан  | [ 21 ] |       |
| 15 км на друму               | 42:00 | Метју Кимели                                                        | Кенија                 | 1. мај 2017.        | 15 километара Ле Пиј ан Веле             | Ле Пиј ан Веле, Француска        | 19 година, 10 дана  | [ 22 ] |       |
| 10 миља на друму             | 44:51 | Мартин Ирунгу Матати                                                | Кенија                 | 12. децембар 2004.  | Коса 10 миља                             | Коса Кумамото, Јапан             | 18 година, 353 дана | [ 23 ] |       |
| 20 км на друму               | 56:18+ | Семјуел Ванџиру                                                     | Кенија                 | 11. септембар 2005. | Ротердамски полумаратон                  | Ротердам, Холандија              | 18 година, 305 дана | [ 24 ] |       |
| Полумаратон                  | 59:16 | Семјуел Ванџиру                                                     | Кенија                 | 11. септембар 2005. | Ротердамски полумаратон                  | Ротердам, Холандија              | 18 година, 305 дана | [ 24 ] |       |
| 25 км на друму               | 1:14:19+ | Базу Ворку                                                          | Етиопија               | 5. април 2009.      | Паришки маратон                          | Париз, Француска                 | 18 година, 202 дана |        |       |
| 25 км на друму               | 1:13:21+н | Цегај Меконен                                                       | Етиопија               | 24. јануар 2014.    | Дубаи маратон                            | Дубаи, Уједињени Арапски Емирати | 18 година, 223 дана | [ 25 ] |       |
| 30 км на друму               | 1:28:15+ | Цегај Меконен                                                       | Етиопија               | 24. јануар 2014.    | Дубаи маратон                            | Дубаи, Уједињени Арапски Емирати | 18 година, 223 дана | [ 25 ] |       |
| Маратон                      | 2.04:32 | Цегај Меконен                                                       | Етиопија               | 24. јануар 2014.    | Дубаи маратон                            | Дубаи, Уједињени Арапски Емирати | 18 година, 223 дана | [ 25 ] |       |
| 110 м препоне (99/100 см)    | 12,72 (ветар +1,0 м/с) | Саша Жоја                                                           | Француска              | 21. август 2021.    | Светско првенство за јуниоре             | Најроби, Кенија                  | 19 година, 57 дана  | [ 26 ] |       |
| 110 м препоне (106.7 см)     | 13,12 (ветар +1,6 м/с) | Љу Сјанг                                                            | Кина                   | 2. јул 2002.        | Митинг                                   | Лозана Швајцарска                | 18 година, 354 дана | [ 27 ] |       |
| 400 м препоне                | 47,34 | Рошон Кларк                                                         | Јамајка                | 21. август 2023.    | СП 2023.                                 | Будимпешта, Мађарска             | 19 година, 51 дан   | [ 28 ] |       |
| 2.000 м препреке             | 5:19,99 | Мереса Касај                                                        | Етиопија               | 12. јул 2013        | Светско првенство за млађе јуноре        | , Доњецк Украјина                | 17 година, 50 дана  | [ 29 ] |       |
| 3.000 м препреке             | 7:58,66 | Стивен Чероно                                                       | Кенија                 | 24. августt 2001.   | Меморијал Ван Даме                       | Брисел, Белгија                  | 18 година, 313 дана | [ 30 ] |       |
| Скок увис                    | 2,37 м | Драгутин Топић                                                      | Југославија            | 12. август 1990.    | Светско првенство за јуниоре             | Пловдив, Бугарска                | 19 година, 153 дана | [ 31 ] |       |
| Скок увис                    | 2,37 м | Стив Смит                                                           | Уједињено Краљевство   | 20. септембар 1992. | Светско првенство за јуниоре             | Сеул, Јужна Кореја               | 19 година, 175 дана | [ 31 ] |       |
| Скок мотком                  | 6,05 м | Арманд Дуплантис                                                    | Шведска                | 12. август 2018.    | ЕП 2018.                                 | Берлин, Немачка                  | 18 година, 275 дана | [ 32 ] |       |
| Скок удаљ                    | 8.38 м (ветар -0,5 м/с) | Матија Фурлани                                                      | Италија                | 8. јун 2024.        | ЕП 2024                                  | Рим, Италија                     | 19 година, 122 дана | [ 33 ] |       |
| Троскок                      | 17,50 м (ветар +0,3 м/с) | Волкер Мај                                                          | Источна Немачка        | 23. јун 1985.       |                                          | Ерфурт, Источна Немачка          | 19 година, 51 дан   | [ 34 ] |       |
| Троскок                      | 17,87 м (ветар +1,3 м/с) | Џејдон Хиберт                                                       | Јамајка                | 13. мај 2023.       | Југоисточна конфереција америчких колеџа | Батон Руж, САД                   | 18 година, 116 дана |        |       |
| Бацање кугле (6 кг)          | 23,00 м | Џеко Гил                                                            | Нови Зеланд            | 18. август 2013.    |                                          | Окланд, Нови Зеланд              | 18 година, 241 дан  | [ 35 ] |       |
| Бацање кугле (6 кг)          | 23,34 м X | Конрад Буковјецки                                                   | Пољска                 | 19. јул 2016.       | Светско првенство за јуниоре             | Бидгошч, Пољска                  | 19 година, 124 дана | [ 36 ] |       |
| Бацање кугле (7.26 кг)       | 21,14 м | Конрад Буковјецки                                                   | Пољска                 | 9. јун 2016.        | Бислет игре                              | Осло, Норвешка                   | 19 година, 84 дана  | [ 37 ] |       |
| Бацање диска (1.75 кг)       | 71,37 м | Мика Сосна                                                          | Немачка                | 10. јун 2022.       |                                          | Шенебек, Немачка                 | 18 година, 362 дана | [ 38 ] |       |
| Бацање диска (2 кг)          | 65,62 м | Вернер Рајтерер                                                     | Аустралија             | 15. децембар 1987.  |                                          | Мелбурн, Аустралија              | 19 година, 322 дана |        |       |
| Бацање диска (2 кг)          | 65,31 м | Микита Нестеренко                                                   | Украјина               | 3. јун 2008.        | Митинг "ÅF Golden League"                | Талин, Естонија                  | 17 година, 49 дана  | [ 39 ] |       |
| Бацање кладива (6 кг)        | 85,57 м | Ашраф Амжад Ел Сеифи                                                | Катар                  | 14. јул 2012.       | Светско првенство за јуниоре             | Барселона, Шпанија               | 17 година, 145 дана | [ 40 ] |       |
| Бацање кладива (7.26 кг)     | 78,33 м | Оли-Пека Карјалаинен                                                | Финска                 | 5. август 1999.     | Првенство Финске                         | Сејнејоки, Финска                | 19 година, 151 дан  | [ 41 ] |       |
| Бацање копља (800 г)         | 86,48 м | Нираџ Чопра                                                         | Индија                 | 23. јул 2016.       | Светско првенство за јуниоре             | Бидгошч, Пољска                  | 18 година, 212 дана | [ 42 ] |       |
| Десетобој (сениорске справе) | 8.397 поена | Торстен Фос                                                         | Источна Немачка        | 6-7 јул. 1982.      |                                          | Ерфурт. Источна Немачка          | 19 година, 105 дана |        |       |
| Десетобој (сениорске справе) | Први дан: 100 м: 10,76; Скок удаљ: 7,66; Бацање кугле (7,26 кг): 14,41 м; Скок увис: 2,09; 400 м: 48,37 Други дан: 110 м препоне (106.7 см): 14,37; Бацање диска (2 кг): 41,76; Скок мотком: 4,80; Бацање копља: 62,90; 1.500 м: 4:34.04 |                                                                     |                        |                     |                                          |                                  |                     |        |       |
| Десетобој (јуниорске справе) | 8.435 поена | Никлас Каул                                                         | Немачка                | 22-23 јул 2017.     | Европско првенство за јуниоре            | Гросето, Италија                 | 19 година, 162 дана | [ 43 ] |       |
| Десетобој (јуниорске справе) | Први дан: 100 м: 11,48; Скок удаљ: 7,20; Бацање кугле (6 кг): 15,37; Скок увис: 2,05; 400 м: 48,42 Други дан: 110 м препоне (99/100 см): 14,55; Бацање диска (1.75 кг): 48,49; Скок мотком: 4,70; Бацање копља: 68,05; 1.500 м: 4:15.52  |                                                                     |                        |                     |                                          |                                  |                     |        |       |
| 10.000 м ходање на стадиону  | 38:46,4 | Виктор Бурајев                                                      | Русија                 | 20. мај 2000.       |                                          | Москва, Русија                   | 17 година, 271 дан  |        |       |
| 10 км ходање на друму        | 37:44 | Жен Ванг                                                            | Кина                   | 18. септембар 2010. | World Athletics Race Walking Tour        | Пекинг, Кина                     | 19 година, 25 дана  | [ 44 ] |       |
| 20.000 м ходање на стадиону  | 1:20,11.72 | Гаобо Ли                                                            | Кина                   | 2. новембар 2007.   |                                          | Вухан, Кина                      | 18 година, 182 дана |        |       |
| 20 км ходање на друму        | 1:17,25 | Сергеј Широбоков                                                    | Русија                 | 9. јун 2018.        | Првенство Русије                         | Чебоксари, Русија                | 19 година, 118 дана | [ 45 ] |       |
| 50 км ходање на друму        | 3:41,10 | Жангуо Жао                                                          | Кина                   | 16. април 2006.     |                                          | Ваџима, Јапан                    | 17 година, 98 дана  |        |       |
| Штафета 4 X 100 м            | 38,51 | Михали ШотјениСинесипо ДамбилеЛетхогоноло МолејанеБенџамин Риардсон | Јужноафричка Република | 22. август 2021.    | Светско првенство за јуниоре             | Најроби, Кенија                  |                     | [ 46 ] |       |
| Штафета 4 X 400 м            | 3:00,33 | Закари ШиникЏозефус ЛајлсБрајан ХеронШон Хупер                      | САД                    | 23. јул 2017.       | Панамеричке јуниорске игре               | Трухиљо, Перу                    |                     | [ 47 ] |       |
| Штафета 4 X 400 м            | 2:59,30 | Фредерик ЛуисМетју БолингМетју МурерЏастин Робинсон                 | САД                    | 21. јул 2019.       | Панамеричке јуниорске игре               | Сан Хозе, Костарика              |                     | [ 48 ] |       |

### Жене
| Дисциплина                  | Рекорд | Атлетичарка                                             | Држава               | Датум               | Такмичење                                | Место                           | Старост атлетичарке                                                          | Извор   | Видео |
| --------------------------- | --- | ------------------------------------------------------- | -------------------- | ------------------- | ---------------------------------------- | ------------------------------- | ---------------------------------------------------------------------------- | ------- | ----- |
| 100 м                       | 10,88 (+2,0 м/с) | Марлиз Гер                                              | Источна Немачка      | 1. јул 1977.        |                                          | Дрезден, Источна Немачка        | 19 година, 102 дана                                                          | [ 49 ]  |       |
| 100 м                       | 10,75 (+1,6 м/с) | Ша'Кари Ричардсон                                       | Сједињене Државе     | 8. jun 2019.        | Првенство NCAA                           | Остин, САД                      | 19 година, 75 дана                                                           | [ 50 ]  |       |
| 200 м                       | 21,81 (+0,8 м/с) | Кристине Мбома                                          | Намибија             | 3. август 2021.     | ОИ 2020.                                 | Токио, Јапан                    | 18 година, 73 дана                                                           | [ 51 ]  |       |
| 200 м                       | 21,78 (+0,6 м/с) | Кристине Мбома                                          | Намибија             | 9. септембар 2021.  | Митинг "Weltklasse"                      | Цирих, Швајцарска               | 18 година, 110 дана                                                          | [ 52 ]  |       |
| 300 м                       | 36,25 | Фатима Јусуф                                            | Нигерија             | 29, септембар 1991. |                                          | Салерно, Италија                | 20 година, 144 дана                                                          | [ 53 ]  |       |
| 400 м                       | 49,42 | Грит Бројер                                             | Немачка              | 27. фенруар 1991.   | СП 1991.                                 | Токио, Јапан                    | 19 година, 192 дана                                                          | [ 54 ]  |       |
| 400 м                       | 48,54 X | Кристине Мбома                                          | Намибија             | 30. јун 2021.       | Митинг "Меморијал Ирене Шевинске"        | Бидгошч, Пољска                 | 18 година, 39 дана                                                           | [ 55 ]  |       |
| 600 м                       | 1:25,22 | Софиа Гориаран                                          | САД                  | 3. април 2022.      | Penn Relays                              | Филаделфија, САД                | 15 година, 287 дана                                                          | [ 56 ]  |       |
| 800 м                       | 1:54,01 | Памела Џелимо                                           | Кенија               | 29. август 2008.    | АМ Цирих                                 | Цирих, Швајцарска               | 18 година, 268 дана                                                          | [ 57 ]  |       |
| 1.000 м                     | 2:34,89 | Одри Веро                                               | Швајцарска           | 17. јун 2023.       | Митинг "Nikaïa"                          | Ница, Француска                 | 19 година, 82 дана                                                           | [ 58 ]  |       |
| 1.500 м                     | 3:51,34 | Јинглај Ланг                                            | Кина                 | 18. октобар 1997.   | Кинеске народне игре                     | Шангај, Кина                    | 18 година, 57 дана                                                           | [ 59 ]  |       |
| 1 миља                      | 4:17,57 | Зола Питерс                                             | Уједињено Краљевство | 11. август 1985.    |                                          | Цирих, Швајцарска               | 19 година, 6 дана                                                            | [ 60 ]  |       |
| 1 миља                      | 4:17,13 | Бирке Хајлом                                            | Етиопија             | 15. јун 2023.       | Бислет игре                              | Осло, Норвешка                  | 17 година, 160 дана                                                          | [ 61 ]  |       |
| 2.000 м                     | 5:33,15 | Зола Питерс                                             | Уједињено Краљевство | 13. јул 1984.       |                                          | Лондон, Уједињено Краљевство    | 18 година, 48 дана                                                           | [ 62 ]  |       |
| 3.000 м                     | 8:28.83 | Зола Питерс                                             | Уједињено Краљевство | 7. септембар 1985.  |                                          | Рим, Италија                    | 19 година, 104 дана                                                          | [ 63 ]  |       |
| Две миље                    | 9:20,81 | Алемиту Хероје                                          | Етиопија             | 24. август 2014.    | Велика награда Велике Британије          | Бирмингем, Уједињено Краљевство | 19 година, 107 дана                                                          | [ 64 ]  |       |
| 5.000 м                     | 14:30,88 | Тирунеш Дибаба                                          | Етиопија             | 11. јун 2004.       |                                          | Берген, Норвешка                | 18 година, 254 дана                                                          | [ 65 ]  |       |
| 5.000 м                     | 14:16,54 | Медина Еиса                                             | Етиопија             | 23. јул 2023.       | Митинг "Anniversary Games"               | Лондон, Уједињено Краљевство    | 18 година, 201 дан                                                           | [ 66 ]  |       |
| 5.000 м                     | 14:21,89 | Медина Еиса                                             | Етиопија             | 14. септембар 2024. | Меморијал Ван Даме                       | Брисел, Белгија                 | 19 година, 255 дана                                                          | [ 67 ]  |       |
| 5 км на друму               | 14:38 | Медина Еиса                                             | Етиопија             | 27. април 2024.     | Адзеро                                   | Херцогенаурах, Немачка          | 19 година, 115 дана                                                          | [ 69 ]  |       |
| 10.000 м                    | 30:26,50 | Линет Масаи                                             | Кенија               | 15. август 2008.    | ЛОИ 2008.                                | Пекинг, Кина                    | 18 година, 254 дана                                                          | [ 70 ]  |       |
| 10 км на друму              | 30:23 | Асмарех Анли                                            | Етиопија             | 16. новембар 2024.  | Урбан Трејл                              | Лил, Француска                  |                                                                              | [ 71 ]  |       |
| 10 км на друму              | 30:19 | Приска Чесанг                                           | Уганда               | 31. децембар 2022.  | Сан Силвестре                            | Мадрид, Шпанија                 | 19 година, 146 дана                                                          | [ 73 ]  |       |
| 15 км на друму              | 47:29 | Цигие Гебреселама                                       | Етиопија             | 1. децембар 2019.   | Трка Монтферланд                         | С-Херенберг, Холандија          | 19 година, 62 дана                                                           | [ 74 ]  |       |
| 10 миља на друму            | 51:40 | Роуз Черијот                                            | Кенија               | 9. април 1995.      | Чери блосом трка                         | Вашингтон, САД                  | 18 година, 262 дана                                                          | [ 75 ]  |       |
| 20 км на друму              | 1:04:15+ | Месерет Белете                                          | Етиопија             | 16. септембар 2018. | Копенхагеншки полумаратон                | Копенхаген, Данска              | 19 година, 0 дана                                                            |         |       |
| Полумаратон                 | 1:06:47 | Дегиту Азимерав                                         | Етиопија             | 9. фебруар 2018.    | Рас Ал Каима полумаратон                 | Рас Ал Каима, УАР               | 19 година, 16 дана                                                           | [ 76 ]  |       |
| Маратон                     | 2:20:59 | Шуре Демисе                                             | Етиопија             | 23. јануар 2015.    | Дубаи маратон                            | Дубаи, УАР                      | 18 година, 359 дана                                                          | [ 77 ]  |       |
| 100 м препоне               | 12,71 (ветар +1,3 м/с) | Британи Андерсон                                        | Јамајка              | 24. јул 2019.       | Мотонет Гран При                         | Јоенсу, Финска                  | 18 година, 202 дана                                                          | [ 78 ]  |       |
| 400 м препоне               | 53,60 | Сидни Меклохлин                                         | Сједињене Државе     | 27. април 2018.     | Првенство САД у штафетама                | Фејетвил, САД                   | 18 година, 263 дана                                                          | [ 79 ]  |       |
| 400 м препоне               | 52,75 | Сидни Меклохлин                                         | Сједињене Државе     | 13. мај 2018.       | Југоисточна конфереција америчких колеџа | Ноксвил, САД                    | 18 година, 279 дана                                                          | [ 80 ]  |       |
| 2.000 м препреке            | 6:07,01 | Фенси Чероно                                            | Кенија               | 1. септембар 2019.  | ИСТАФ                                    | Берлин, Немачка                 | 18 година, 30 дана                                                           | [ 81 ]  |       |
| 3.000 м препреке            | 8:58,78 | Селифин Чептик Чеспол                                   | Кенија               | 26. мај 2017.       | Прифонтејн класик                        | Јуџин, САД                      | 18 година, 64 дана                                                           | [ 82 ]  |       |
| Скок увис                   | 2,04 м | Јарослава Махучих                                       | Украјина             | 30. септембар 2019. | СП 2019.                                 | Доха, Катар                     | 18 година, 11 дана                                                           | [ 83 ]  |       |
| Скок мотком                 | 4,71 м | Вилма Мурто                                             | Финска               | 31. јануар 2016.    |                                          | Цвајбрикен, Немачка             | 17 година, 234 дана                                                          | [ 85 ]  |       |
| Скок удаљ                   | 7,14 м (ветар +1,1 м/с) | Хајке Дрекслер                                          | Источна Немачка      | 4. јун 1983.        |                                          | Братислава, Чехословачка        | 18 година, 170 дана                                                          | [ 86 ]  |       |
| Троскок                     | 14,62 м (ветар +1,0 м/с) | Тереза Маринова                                         | Бугарска             | 25. август 1996.    | Светско првенство за јуниоре             | Сиднеј, Аустралија              | 18 година, 355 дана                                                          | [ 87 ]  |       |
| Бацање кугле                | 20,54 м | Астрид Кумбернус                                        | Источна Немачка      | 1. јул 1989.        |                                          | Ориматила, Финска               | 19 година, 146 дана                                                          | [ 88 ]  |       |
| Бацање диска                | 74,40 м | Илке Вилуда                                             | Источна Немачка      | 13. септембар 1988. |                                          | Источни Берлин, Источна Немачка | 19 година, 169 дана                                                          | [ 89 ]  |       |
| Бацање кладива              | 73,43 м | Силја Косонен                                           | Финска               | 28. јун 2021.       |                                          | Васа, Финска                    | 18 година, 194 дана                                                          | [ 90 ]  |       |
| Бацање копља                | 64,28 м | Јан Зији                                                | Кина                 | 14. април 2024.     | Кинески Гран При                         | Хангџоу, Кина                   | 15 година, 328 дана                                                          | [ 91 ]  |       |
| Седмобој                    | 6.542 поена | Каролина Клифт                                          | Шведска              | 9-10 август 2002.   | ЕП 2002.                                 | Минхен, Немачка                 | 19 година, 189 дана                                                          | [ 92 ]  |       |
| Седмобој                    | Први дан: 100 м препоне: 13,33; Скок увис: 1,89; Бацање кугле (4 кг): 13,16 м; 200 м: 23,71 Други дан: Скок удаљ: 6,36; Бацање копља: 47,61; 800 м: 2:17.99 |                                                         |                      |                     |                                          |                                 |                                                                              |         |       |
| 5.000 м ходање на стадиону  | 20:28,05 | Татјана Калмикова                                       | Русија               | 12. јул 2007.       |                                          | Острава, Чешка Република        | 17 година, 183 дана                                                          | [ 93 ]  |       |
| 5 км ходање на друму        | 21:06 | Анисја Корниова                                         | Русија               | 10. јун 2006.       |                                          | Саранск, Русија                 | 16 година, 230 дана                                                          | [ 94 ]  |       |
| 10.000 м ходање на стадиону | 42:47,25 | Анежка Драхотова                                        | Чешка Република      | 23. јул 2014.       | Светско првенство за јуниоре             | Јуџин, САД                      | 19 година, 1 дан                                                             | [ 95 ]  |       |
| 10.000 м ходање на стадиону | 42:43 h | Светлана Васиљева                                       | Русија               | 27. фебруар 2011.   | Зимско првенство Русије у ходању         | Сочи, Русија                    | 18 година, 218 дана                                                          | [ 96 ]  |       |
| 10 км ходање на друму       | 41:57 | Хонгмиао Гао                                            | Кина                 | 8. септембар 1993.  | Народне игре Кине                        | Пекинг, Кина                    | 19 година, 175 дана                                                          | [ 97 ]  |       |
| 10 км ходање на друму       | 41:52 | Татјана Минејева                                        | Русија               | 5. септембар 2009.  |                                          | Пенза, Русија                   | 19 година, 26 дана                                                           | [ 97 ]  |       |
| 10 км ходање на друму       | 41:55 | Ирина Станкина                                          | Русија               | 18. фебруар 1995.   |                                          | Адлер, Сочи, Русија             | 17 година, 330 дана                                                          | [ 97 ]  |       |
| 20.000 м ходање на стадиону | 1:29:32,4 | Хонгјуан Сонг                                           | Кина                 | 24. октобар 2003.   |                                          | Чангша, Кина                    | 19 година, 112 дана                                                          |         |       |
| 20 км ходање на друму       | 1:25:29 | Гленда Морехон                                          | Еквадор              | 8. јун 2019.        | Gran Premio Cantones de Marcha           | Коруња, Шпанија                 | 19 година, 9 дана                                                            | [ 98 ]  |       |
| Штафета 4 X 100 м           | 42,59 | Серена КолТина КлејтонКерика ХилТиа Клејтон             | Јамајка              | 5. август 2022.     | Светско првенство за јуниоре             | Кали, Колумбија                 | 18 година, 40 дана17 година, 353 дана17 година, 152 дана17 година, 353 дана  | [ 99 ]  |       |
| Штафета 4 X 100 м           | 42,58 | Серена КолТина КлејтонБрајана ЛистонТиа Клејтон         | Јамајка              | 17. април 2022.     | Карипске игре                            | Кингстон, Јамајка               | 17 година, 295 дана17 година, 243 дана17 година, 328 дана17 година, 243 дана | [ 100 ] |       |
| Штафета 4 X 400 м           | 3:27,60 | Александра АндерсонЕшли КидСтефани СмитНаташа Хејстингс | САД                  | 18. јул 2004.       | Светско првенство за јуниоре             | Гросето, Италија                | 17 година, 172 дана18 година, 358 дана19 година, 21 дан17 година, 361 дан    |         |       |
| Штафета 4 X 400 м           | 3:24,04 | Алексис ХолмсКимберли ХерисЗаја ХолманКајла Дејвис      | САД                  | 21. јул 2019.       | Панамеричко првенство за јуниоре         | Сан Хозе, Костарика             | 19 година, 174 дана17 година, 10 дана17 година, 142 дана15 година, 212 дана  | [ 101 ] |       |

### Мешовито
| Дисциплина             | Рекорд  | Атлетичари/Атлетичарке                            | Држава | Датум           | Такмичење                    | Место           | Старост атлетичара и атлетичарки                                           | Извор   | Видео |
| ---------------------- | ------- | ------------------------------------------------- | ------ | --------------- | ---------------------------- | --------------- | -------------------------------------------------------------------------- | ------- | ----- |
| 4 × 400 м микс штафета | 3:17,69 | Чарли БартоломјуМедисон ВајтВил СамнерКенеди Вејд | САД    | 2. август 2022. | Светско првенство за јуниоре | Кали, Колумбија | 19 година, 90 дана17 година, 289 дана18 година, 284 дана19 година, 11 дана | [ 102 ] |       |